# Gerhard Frickhöffer
Gerhard Emil Karl Josef Frickhöffer (né le 21 novembre 1913 à Tianjin, mort le 4 juillet 1980 à Baden-Baden) est un acteur allemand.

## Biographie
Ce fils de commerçant fait d'abord une formation dans ce métier à Brême. Après avoir pris des cours auprès de Hermann Schultze-Griesheim, il fait ses débuts sur scène en 1933 dans un théâtre de la ville. En 1935, il travaille pour le théâtre de Gießen puis pour le Deutsches Theater de Berlin en 1938, l'année suivante à Coblence et jusqu'à la fin de la Seconde Guerre mondiale pour le Hessisches Staatstheater à Wiesbaden. Il fait parfois partie des compagnies qui distraient les soldats allemandes et joue en France, au Luxembourg et en Belgique.
Après sa sortie de prison, il arrive au Theater Baden-Baden. En 1947, il obtient un engagement au Metropol-Theater à Berlin. Il jouera ensuite dans d'autres théâtres berlinois ainsi qu'à Munich, Francfort et d'autres villes.
En 1947, il commence une carrière au cinéma dans des petits rôles. Le « grand échalas » interprète les officiels, les concierges, les policiers, les serveurs, les coureurs de jupons ou des escrocs avec une pincée de comique.

## Filmographie
- 1948 : Morgen ist alles besser
- 1948 : Chemie und Liebe
- 1949 : La Fille des grands chemins
- 1950 : Les Joyeuses Commères de Windsor (de)
- 1951 : Die letzte Heuer
- 1951 : Professor Nachtfalter
- 1951 : Was das Herz befiehlt
- 1952 : La Blanche Aventure
- 1952 : Mikosch rückt ein
- 1953 : L'Histoire du petit Muck
- 1954 : Émile et les Détectives
- 1954 : Clivia
- 1954 : Der treue Husar
- 1954 : Le Tzarévitch
- 1955 : Rauschende Melodien
- 1955 : Amour, tango, mandoline
- 1955 : Das Fräulein von Scuderi
- 1956 : Schwarzwaldmelodie
- 1956 : Das alte Försterhaus
- 1957 : Glücksritter
- 1957 : Viktor und Viktoria
- 1957 : Call-Girls
- 1957 : Siebenmal in der Woche
- 1958 : Nuits chaudes et nylons noirs (de)
- 1958 : Schwarzwälder Kirsch
- 1958 : Majestät auf Abwegen
- 1958 : Der Czardas-König
- 1958 : Un môme sur les bras
- 1959 : Coup sur coup
- 1959 : Bataillon 999
- 1959 : Du bist wunderbar
- 1959 : Patricia
- 1959 : Alt Heidelberg
- 1959 : Glück und Liebe in Monaco
- 1959 : Filles de proie
- 1959 : Ne me laissez jamais seule un dimanche
- 1960 : Der Jugendrichter
- 1961 : Adieu, Lebewohl, Goodbye
- 1961 : Unter Ausschluß der Öffentlichkeit
- 1961 : Un homme dans l'ombre
- 1962 : La Douceur de vivre du comte Bobby
- 1962 : Verrückt und zugenäht
- 1963 : L'Araignée blanche défie Scotland Yard
- 1964 : Das Wirtshaus von Dartmoor (de)
- 1964 : Das Kriminalmuseum – Der Fahrplan (série télévisée)
- 1965 : L'Appât de l'or noir
- 1967 : Ein Florentinerhut
- 1967–1968 : Die Witzakademie (série télévisée)
- 1967-1973 : Dem Täter auf der Spur (série télévisée)
- 1969 : Charley's Onkel
- 1969 : Josefine, das liebestolle Kätzchen
- 1969 : Feux croisés sur Broadway
- 1969 : Percy Stuart (série télévisée)
- 1970 : Hôtel du vice
- 1970 : Il vaut mieux coucher avec une sirène que de dormir la fenêtre ouverte
- 1971 : La Morte de la Tamise
- 1971 : Les Aventures intimes des hommes mariés
- 1973-1974 : Sergeant Berry (série télévisée)
- 1974 : Tatort: Playback oder die Show geht weiter (série télévisée)
- 1974 : Auch ich war nur ein mittelmäßiger Schüler
- 1974 : Das verrückteste Auto der Welt